# Фуюй (Сунъюань)
Фую́й (кит. упр. 扶余, пиньинь Fúyú) — городской уезд городского округа Сунъюань провинции Гирин (КНР). Уезд назван в честь существовавшего в древнее время в этих местах государства Пуё.

## История
В древности на этих землях располагалось протокорейское государство Пуё, которое в китайских хрониках записывалось как «Фуюй».
В начале эпохи Цин здесь располагалась ставка фудутуна Бодина (伯都讷), подчинённого цзянцзюню Нингуты — один из 7 важнейших опорных пунктов снаружи от Ивового палисада. В 1682 году была построена почтовая станция Бодин, находящаяся на важном маршруте, соединяющим нингутаского цзянцзюня с Цицикаром. В 1693 году в 20 ли к югу от почтовой станции Бодин, был построен новый городок, получивший название «Новый город Бодина» (伯都讷新城). В 1811 году был учреждён Бодинский комиссариат (伯都讷厅), власти которого разместились в «Новом городе Бодина». В 1906 году Бодинский комиссариат был поднят в статусе до Синьчэнской управы (新城府).
После Синьхайской революции в Китае была произведена реформа системы административного деления, в ходе которой были упразднены управы, и в 1913 году Синьчэнская управа была преобразована в уезд Синьчэн (新城县) провинции Гирин. Так как выяснилось, что уезды с таким же названием существуют в провинциях Хэбэй и Шаньдун, в феврале 1914 года уезд был переименован в Фуюй.
В мае 1946 года уезд вошёл в состав провинции Нэньцзян, в мае 1949 года был возвращён в состав провинции Гирин.
В ноябре 1987 года уезд Фуюй был преобразован в городской уезд.
В 1992 году постановлением Госсовета КНР был образован городской округ Сунъюань; при этом городской уезд Фуюй был ликвидирован, а его территория стала районом Фуюй (扶余区) городского округа Сунъюань. В 1995 году постановлением Госсовета КНР из части района Фуюй был вновь создан уезд Фуюй, а оставшаяся часть района Фуюй стала районом Нинцзян.
24 января 2013 года уезд Фуюй решением Госсовета КНР был преобразован в городской уезд.

## Административное деление
Городской уезд Фуюй делится на 12 посёлков, 5 волостей и 1 национальную волость.